# Diocesi di Ciudad Quesada
La diocesi di Ciudad Quesada (in latino Dioecesis Civitatis Quesadensis) è una sede della Chiesa cattolica in Costa Rica suffraganea dell'arcidiocesi di San José de Costa Rica. Nel 2021 contava 251.000 battezzati su 363.820 abitanti. È retta dal vescovo José Manuel Garita Herrera.

## Territorio
La diocesi comprende parte delle province costaricane di Alajuela e Heredia.
Sede vescovile è Ciudad Quesada (o Quesada), dove si trova la cattedrale di San Carlo Borromeo.
Il territorio è suddiviso in 19 parrocchie.

## Storia
La diocesi è stata eretta il 25 luglio 1995 con la bolla di Maiori Christifidelium Bono di papa Giovanni Paolo II, ricavandone il territorio dalle diocesi di Alajuela e di Tilarán (oggi diocesi di Tilarán-Liberia).

## Cronotassi dei vescovi
Si omettono i periodi di sede vacante non superiori ai 2 anni o non storicamente accertati.
- Ángel San Casimiro Fernández, O.A.R. (25 luglio 1995 - 3 luglio 2007 nominato vescovo di Alajuela)[1]
- Oswaldo Brenes Álvarez † (19 marzo 2008 - 31 dicembre 2012 dimesso)
- José Manuel Garita Herrera, dal 15 marzo 2014

## Statistiche
La diocesi nel 2021 su una popolazione di 363.820 persone contava 251.000 battezzati, corrispondenti al 69,0% del totale.
| anno | popolazione | popolazione | popolazione | presbiteri | presbiteri | presbiteri | presbiteri                | diaconi | religiosi | religiosi | parrocchie |
| anno | battezzati  | totale      | %           | numero     | secolari   | regolari   | battezzati per presbitero | diaconi | uomini    | donne     | parrocchie |
| ---- | ----------- | ----------- | ----------- | ---------- | ---------- | ---------- | ------------------------- | ------- | --------- | --------- | ---------- |
| 1999 | 227.014     | 267.076     | 85,0        | 44         | 30         | 14         | 5.159                     |         | 18        | 14        | 17         |
| 2000 | 229.284     | 268.411     | 85,4        | 56         | 42         | 14         | 4.094                     |         | 17        | 14        | 18         |
| 2001 | 202.469     | 225.494     | 89,8        | 43         | 30         | 13         | 4.708                     |         | 17        | 11        | 18         |
| 2002 | 179.143     | 223.929     | 80,0        | 42         | 28         | 14         | 4.265                     |         | 28        | 8         | 18         |
| 2003 | 203.704     | 239.652     | 85,0        | 40         | 26         | 14         | 5.092                     |         | 14        | 12        | 18         |
| 2004 | 204.722     | 240.850     | 85,0        | 36         | 20         | 16         | 5.686                     |         | 21        | 15        | 18         |
| 2006 | 214.116     | 267.645     | 80,0        | 45         | 33         | 12         | 4.758                     |         | 18        | 13        | 18         |
| 2013 | 225.115     | 314.061     | 71,7        | 42         | 29         | 13         | 5.359                     |         | 18        | 25        | 19         |
| 2016 | 236.942     | 343.262     | 69,0        | 46         | 33         | 13         | 5.150                     |         | 15        | 19        | 19         |
| 2019 | 245.600     | 355.800     | 69,0        | 40         | 30         | 10         | 6.140                     |         | 20        | 21        | 19         |
| 2021 | 251.000     | 363.820     | 69,0        | 43         | 30         | 13         | 5.837                     |         | 13        | 12        | 19         |